# 하마카즈미역
하마카즈미역(일본어: 浜加積駅)은 일본 도야마현 나메리카와시에 위치한 도야마 지방 철도 본선의 철도역이다. 단선 승강장 1면 1선의 구조를 갖춘 지상역이다.

## 역 주변
바로 옆쪽에, 아이노카제토야마 철도가 병행 · 통과함.

## 역사
- 1935년 12월 14일 : 도야마 전기 철도의 역으로서 개업.
- 1943년 1월 1일 : 회사 합병에 의해, 도야마 지방 철도의 역이 됨.

## 인접 역
| 도야마 지방 철도 본선        | 도야마 지방 철도 본선 | 도야마 지방 철도 본선            |
| ---------------------------- | --------------------- | -------------------------------- |
| 나메리카와 덴테쓰토야마 방면 | ■ 본선                | 하야쓰키카즈미 우나즈키온센 방면 |